# Denílson Pereira Júnior
Denílson Pereira Júnior, meglio noto come Denílson (Rio de Janeiro, 18 luglio 1995), è un calciatore brasiliano, attaccante del Guarani.

## Caratteristiche tecniche
È un esterno sinistro.

## Carriera

### Club
Cresciuto nelle giovanili del Fluminense, ha esordito in prima squadra il 13 giugno 2013 in un match perso 2-1 contro la Portuguesa.

## Statistiche

### Presenze e reti nei club
Statistiche aggiornate all'8 novembre 2017.
| Stagione         | Squadra          | Campionato       | Campionato | Campionato | Coppe nazionali | Coppe nazionali | Coppe nazionali | Coppe continentali | Coppe continentali | Coppe continentali | Altre coppe | Altre coppe | Altre coppe | Totale | Totale | Totale |
| Stagione         | Squadra          | Comp             | Pres       | Reti       | Comp            | Pres            | Reti            | Comp               | Pres               | Reti               | Comp        | Pres        | Reti        | Pres   | Reti   |        |
| ---------------- | ---------------- | ---------------- | ---------- | ---------- | --------------- | --------------- | --------------- | ------------------ | ------------------ | ------------------ | ----------- | ----------- | ----------- | ------ | ------ | ------ |
| 2013             | Fluminense       | A+CAR            | 2+0        | 1+0        | CB              | 0               | 0               |                    | -                  | -                  |             | -           | -           | 2      | 1      |        |
| gen.-giu. 2015   | Granada B        | SB               | 8          | 1          |                 | -               | -               |                    | -                  | -                  |             | -           | -           | 8      | 1      |        |
| 2015-2016        | Granada B        | SB               | 30         | 9          |                 | -               | -               |                    | -                  | -                  |             | -           | -           | 30     | 9      |        |
| Totale Granada B | Totale Granada B | Totale Granada B | 38         | 10         |                 | -               | -               |                    | -                  | -                  |             | -           | -           | 38     | 10     |        |
| 2016-gen. 2017   | Neftçi Baku      | PL               | 9          | 1          | CA              | 0               | 0               |                    | -                  | -                  |             | -           | -           | 9      | 1      |        |
| 2017             | Avaí             | A+CAT            | 3+16       | 0+8        | CB              | 1               | 0               |                    | -                  | -                  |             | -           | -           | 20     | 8      |        |
| 2017             | San Paolo        | A+PAU            | 12+0       | 1+0        | CB              | 0               | 0               |                    | -                  | -                  |             | -           | -           | 12     | 1      |        |
| Totale carriera  | Totale carriera  | Totale carriera  | 80         | 21         |                 | 1               | 0               |                    | -                  | -                  |             | -           | -           | 81     | 21     |        |